# Kenosha
Kenosha is een plaats (city) in de Amerikaanse staat Wisconsin, en valt bestuurlijk gezien onder Kenosha County.

## Demografie
Bij de volkstelling in 2000 werd het aantal inwoners vastgesteld op 90.352. In 2019 is het aantal inwoners door het United States Census Bureau geschat op 99.944, een stijging van 9592 (10,62%).

## Geografie
Volgens het United States Census Bureau beslaat de plaats een oppervlakte van 62,1 km², waarvan 61,7 km² land en 0,4 km² water. Kenosha ligt op ongeveer 185 m boven zeeniveau.

## Plaatsen in de nabije omgeving
De onderstaande figuur toont nabijgelegen plaatsen in een straal van 16 km rond Kenosha.

## Geboren in Kenosha
- Charles Wallace Richmond (1868-1932), ornitholoog
- Don Ameche (1908-1993), acteur
- Paul Russo (1914-1976), autocoureur
- Orson Welles (1915-1985), acteur, film- en toneelregisseur en scriptschrijver
- Al Molinaro (1919-2015), acteur
- Willis Schaefer (1928-2007), componist en dirigent
- Charles Siebert (1938-2022), acteur
- Daniel J. Travanti (1940), acteur
- Mark Ruffalo (1967), acteur
- Nick Van Exel (1971), basketbalspeler